# Parapuzosia bradyi
Espèce
Parapuzosia bradyi est une espèce d'ammonite de la famille des Desmoceratidae et ayant vécu au Crétacé.

## Systématique
L'espèce Parapuzosia bradyi a été décrite en 1946 par Arthur Keith Miller (d) & Walter Lewellyn Youngquist (d) sur la base de fossiles découverts au Montana (États-Unis).

## Description
C'est la deuxième plus grande ammonite connue (1,8 m de diamètre) derrière une espèce du même genre, Parapuzosia seppenradensis.

## Publication originale
- (en) Arthur K. Miller et Walter L. Youngquist, « A giant ammonite from the Cretaceous of Montana », Journal of Paleontology, Société de paléontologie, vol. 20, no 5,‎ 1er septembre 1946, p. 479–484 (ISSN 0022-3360 et 1937-2337, JSTOR 1299275).